# Чай юджа

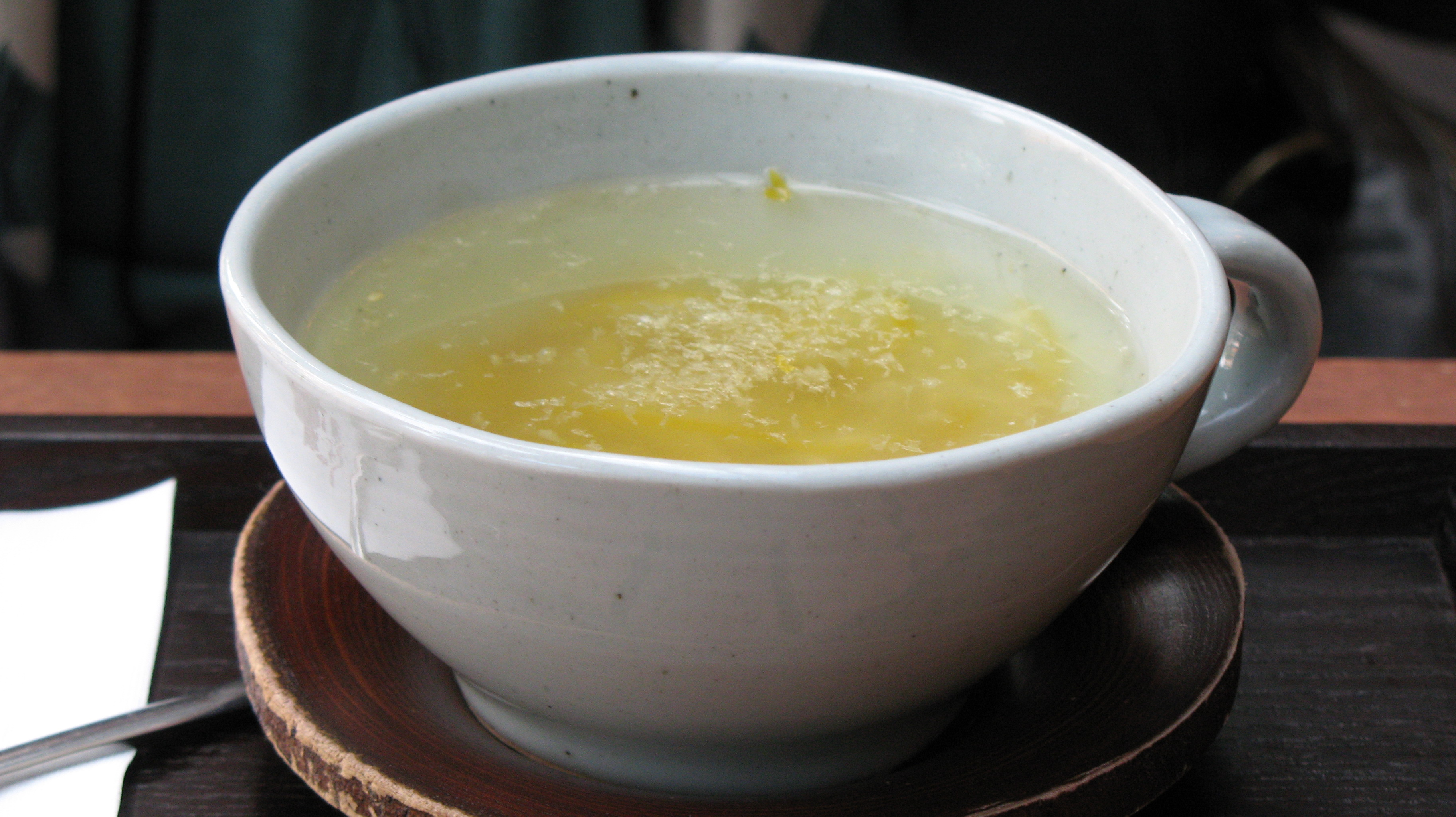
Чай юджа

Чай ю́джа (кор. 유자차?, 柚子茶? юджа-чха) — корейский традиционный фруктовый напиток. Основан на цитрусах юджа (кор. 유자?, 柚子?, яп. 柚子 юдзу). Фрукт юджа — гибрид горьких мандаринов и лимонов. Горькие плоды юджа консервируют и пересыпают сахаром или мёдом в пропорции 1:1. Получившийся сироп разбавляют горячей водой.

## Использование
Этот напиток пили при дворах корейских королей, он производится и сегодня, применяется также как народное средство от простуды.

## Легенда о плодах юджа в Корее
По корейской легенде юджа была завезена в страну человеком по имени Чанбого (장보고). Плоды якобы разбились во время шторма, а семена попали в плащ Чанбого, после чего оказались посеяны во всех частях Кореи, которые он посетил по своим делам.